# Menophra contemptaria
Menophra contemptaria là một loài bướm đêm trong họ Geometridae.